# Форт Провінція

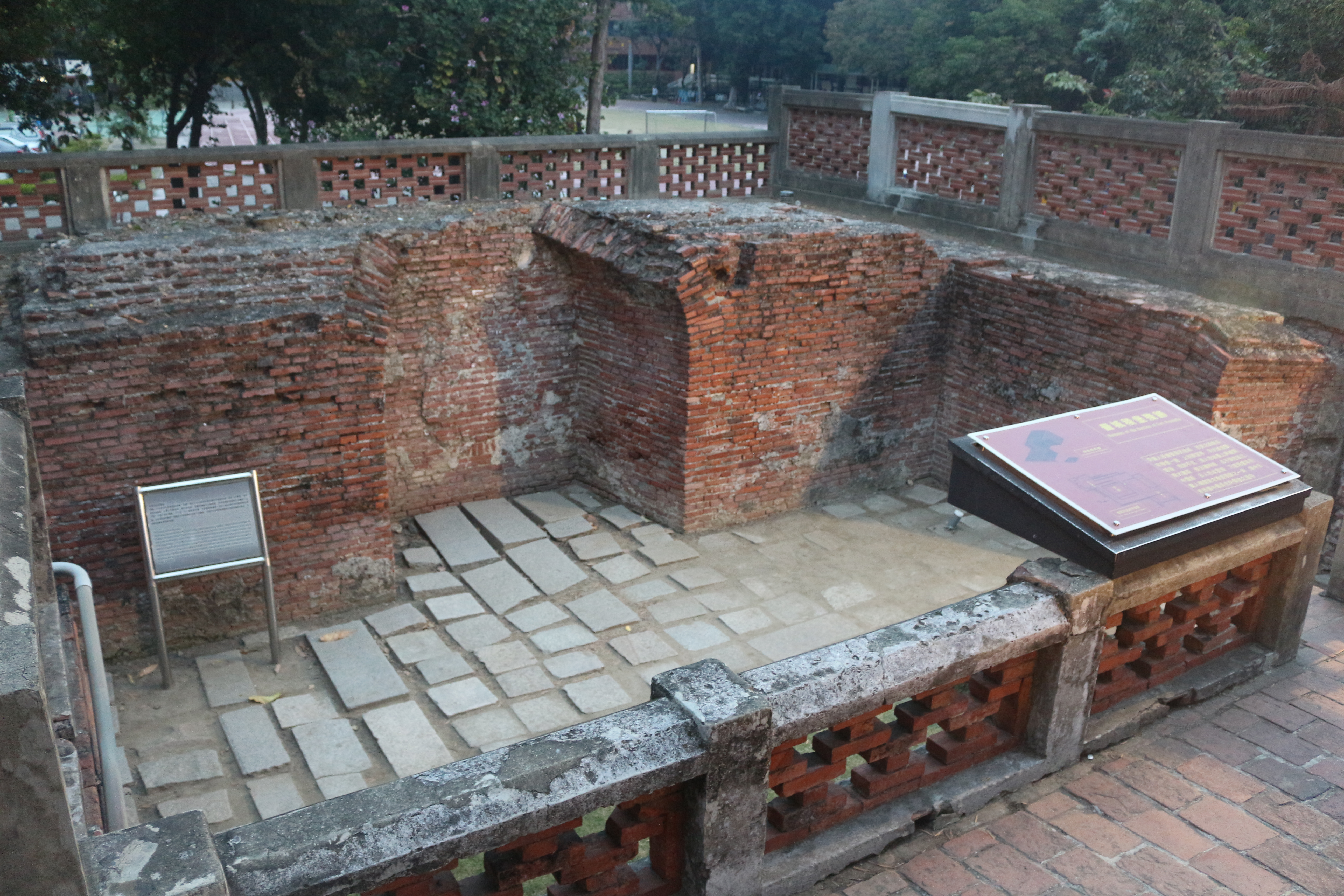
Залишки стіни первісної фортеці

Форт Провінція або Провідентія, також відомий як вежа Чіхкан (кит: 赤嵌樓; піньїнь: Chìkǎnlóu; Pe̍h-ōe-jī: Chhiah-khám-lâu) — голландський форпост на Формозі на місці, яке зараз розташоване в Західному центральному окрузі, Тайнань, Тайвань. Він був побудований в 1653 році під час голландської колонізації Тайваню. Голландці, маючи намір зміцнити свою позицію, розмістили форт у Сакамі, приблизно в 2 милях (3,2 км) на схід від сучасного Аньпіна. Під час облоги форту Зеландія (1662) форт був зданий Коксінґу, але пізніше був зруйнований повстанням і землетрусами у XVIII столітті. Згодом він був перебудований у ХІХ столітті під правлінням Цін.
Назва форту походить від тайванського села гаошанів, записаного голландцями як Сакам, яке перетворилося на сучасний Тайнань. Після збільшення розмірів і торгівлі китайці назвали його Чхіах-кхам і оточили високими цегляними стінами. Згодом він став столицею всього острова під назвою Тайвань-фу.
На додаток до архітектурного та художнього значення сайту, його бібліотека словників і ділових операцій документує мову сірая, якою розмовляли корінні жителі регіону під час правління Нідерландів.
Форт планують реконструювати, у результаті чого його перетворять на музей. Проект очолює тайванська архітектурна студія HOU x LIN, обидва партнери якої мають зв'язок із Нідерландами. Проект має бути завершено до 2024 року до святкування 400-річчя відносин між двома країнами.

## Виноски
1. ↑  Other early forms of the name are Chhaccam, Sacam, Saccam, and Zaccam.[5] Also Sakkam per Davidson, (1903), Index p. 32